# Буковець (Ліський повіт)
Буковець (пол. Bukowiec) — давнє село в Польщі, у гміні Солина Ліського повіту Підкарпатського воєводства, на межі етнічних українських територій Лемківщини і Бойківщини. Населення — 365 осіб (2011).

## Історія
Поселення існувало в 1498 р. як шляхетська власність Балів. У 1552 р. в селі були церква і млин, село було закріпачене на волоському праві. До 1772 р. село знаходилося в Сяноцькій землі Руського воєводства.
У 1772-1918 рр. село було у складі Австро-Угорської монархії, у провінції Королівство Галичини та Володимирії.
У 1919-1939 рр. село входило до Ліського повіту Львівського воєводства. В 1921 р. в селі були 91 будинок і 553 мешканці (457 греко-католиків, 65 римо-католиків і 31 юдей) та 5 циганських родин невідомої чисельності. На 01.01.1939 у селі було 780 жителів (630 українців-грекокатоликів, 95 українців-римокатоликів, 20 поляків і 35 євреїв). Село належало до Ліського повіту Львівського воєводства.
Після Другої світової війни польська влада почала терор проти українців. У 1946 р. українці задля уникнення виселення втекли в ліс перед прибуттям Польського війська, а те спалило горішню частину села, після чого «добровільно» виїхала до СРСР більшість українців. Решту — 15 родин українців у 1947 р. в ході операції Вісла депортовано на понімецькі землі Польщі в Ольштинське воєводство. Кільком українцям вдалося повернутись до села після 1956 р.
У 1975-1998 роках село належало до Кросненського воєводства.

### Церкви

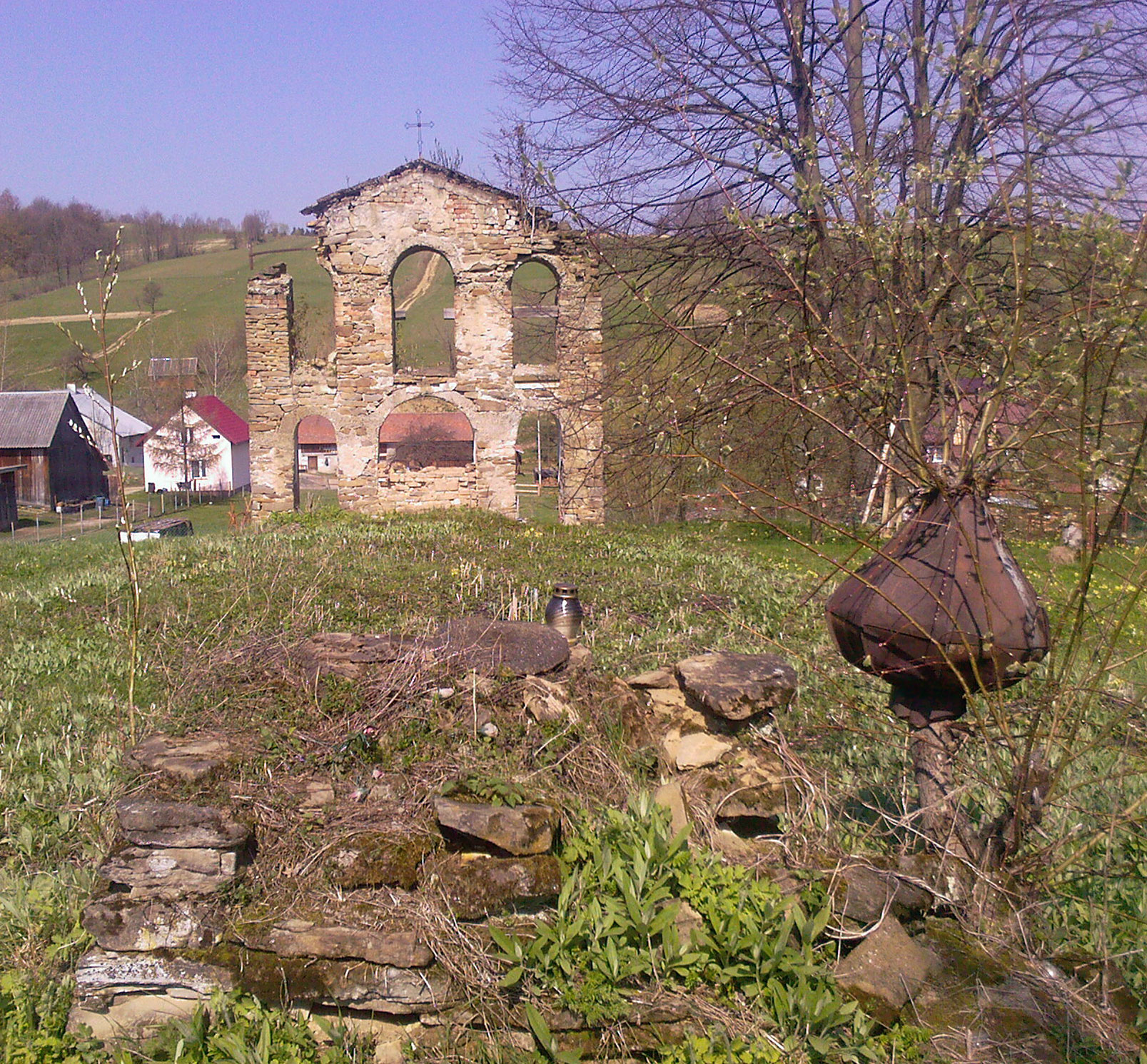
Церквище у Буковці (2010)

У 1865 р. в селі збудована дерев’яна церква св. Вмч. Дмитра, знищена після виселення українців. Місцева греко-католицька церква належала до парафії Терка (до 1924 року — Балигородського деканату, опісля — Тіснянського деканату Перемишльської єпархії. До парафії належав також прихід з с. Полянки.

## Демографія

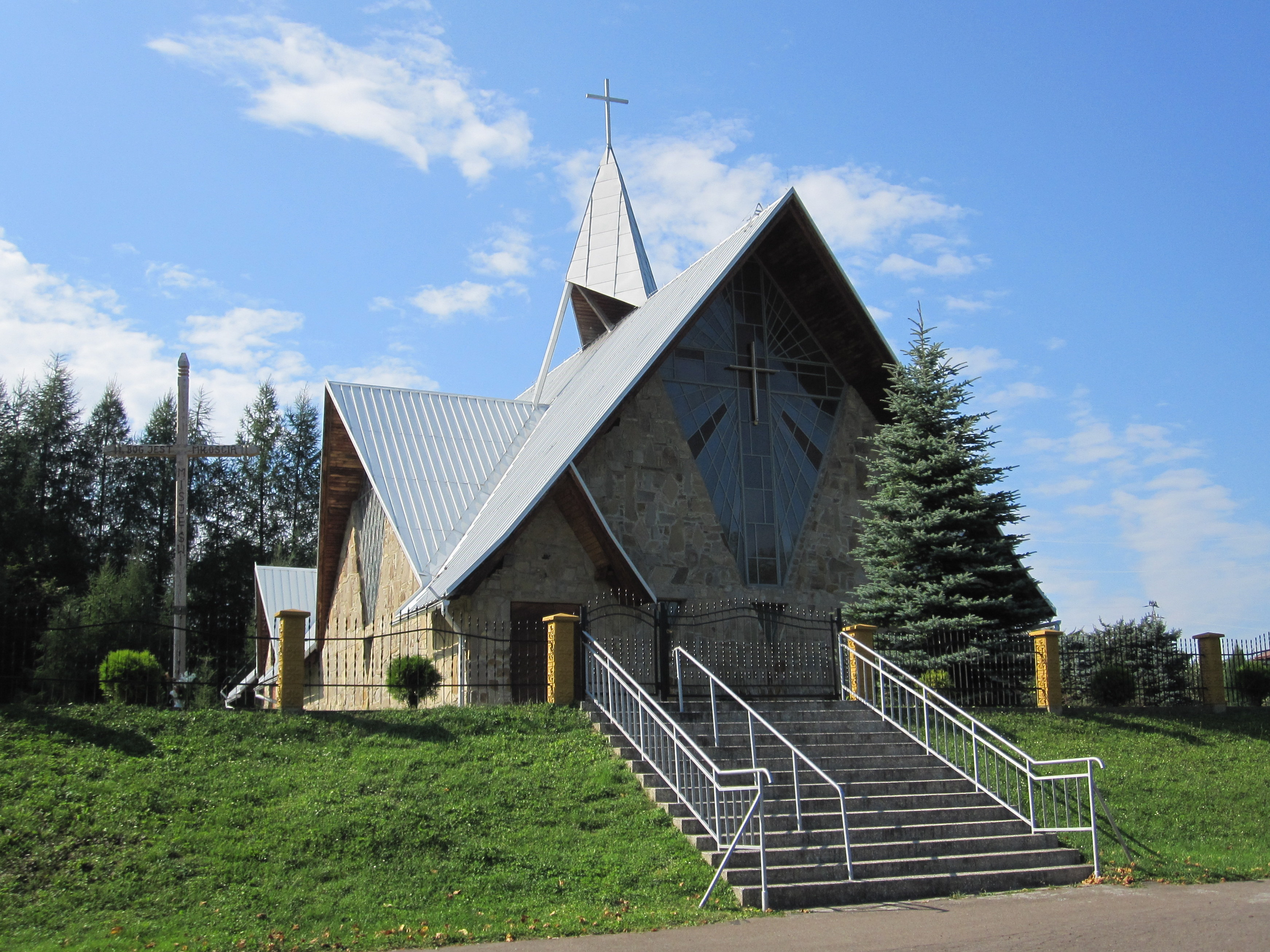
Костел бл. Кароліни

Демографічна структура станом на 31 березня 2011 року:
|          | Загалом | Допрацездатний вік | Працездатний вік | Постпрацездатний вік |
| -------- | ------- | ------------------ | ---------------- | -------------------- |
| Чоловіки | 183     | 35                 | 131              | 17                   |
| Жінки    | 182     | 37                 | 109              | 36                   |
| Разом    | 365     | 72                 | 240              | 53                   |

## Пам’ятки
- Підмурівок церкви.
- Мурована дзвіниця кінця XIX ст.
- Прицерковний цвинтар.